# Panchristianisme

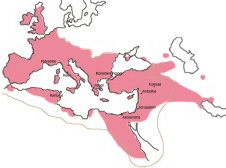
La chrétienté vers 600 apr. J.-C. après sa propagation en Afrique et en Europe depuis le Moyen-Orient.

Le panchristianisme (du grec ancien pan - « tout » et du grec Χριστός - « Christ ») est un concept religieux internationaliste politique basé sur l'unification du monde chrétien,. Au Moyen Âge, des efforts ont été déployés pour créer un État chrétien unique de panchristianisme en unifiant les pays au sein de la chrétienté. Les chrétiens traversaient les frontières nationales ont mobilisé des forces militaires et « la vague de conquête chrétienne a repris l’Espagne, le Portugal et le sud de l’Italie, mais n’a pas réussi à reconquérir ni l’Afrique du Nord ni – d’un point de vue chrétien, le plus douloureusement de tous — le Saint-pays de la chrétienté. »

## Idéologie
Le panchristianisme défend l'idée de soutenir tous les chrétiens dans le monde quel que soit leur ethnicité ou leur nationalité, ainsi que la diffusion de la religion chrétienne (l'Église catholique en partie, qui a une église transnationale à la différence des orthodoxes et d'une partie des courants protestants). Ainsi, le panchristianisme est distinct du nationalisme chrétien, car il rejette la notion même de nation et donc de nationalisme.